# Animage (album)
Animage je třetí studiové album zpěváka Dana Bárty a jeho skupiny Illustratosphere. Vyšlo v roce 2008. Nahráno bylo od srpna 2007 do března 2008 v různých studiích v Praze a v polském městě Niepołomice. Většina písní má české texty, výjimkami jsou písně „Mother's World“ a „Jesus Online“ s anglickými texty. Autorem většiny textů je Bárta, na hudbě většiny písní spolupracoval s multiinstrumentalistou Filipem Jelínkem, ale také dalšími členy kapely. Kromě členů skupiny Illustratosphere se na albu podíleli například saxofonista Radek Kašpar (Bártův spoluhráč ze skupiny J.A.R.), trumpetista Jaroslav Halíř a umělec Roman Týc.

## Seznam skladeb
| Pořadí | Název                                   | Hudba                                  | Text                                     | Délka |
| ------ | --------------------------------------- | -------------------------------------- | ---------------------------------------- | ----- |
| 1.     | Eleisure Suite                          | Filip Jelínek                          | Szótár Azonnal                           | 2:29  |
| 2.     | Naokoland (Kalunga Nekuhambeke, Charly) | Jelínek                                | Dan Bárta                                | 4:04  |
| 3.     | Vlčák                                   | Bárta, Jelínek                         | Bárta                                    | 3:08  |
| 4.     | Ozvěna kantát                           | Bárta, Jelínek                         | Bárta                                    | 2:58  |
| 5.     | Malé ólala                              | Bárta, Jelínek                         | Bárta                                    | 3:16  |
| 6.     | Trvale udržitelný                       | Bárta, Jelínek, Fried                  | Bárta, Jelínek, Fried                    | 3:42  |
| 7.     | Mother's World                          | Bárta, Jelínek                         | Bárta, Frank Martinez, Tim Gilman-Ševčík | 3:32  |
| 8.     | Dech                                    | Bárta, Robert Balzar                   | Bárta                                    | 3:08  |
| 9.     | Li                                      | Bárta, Jelínek                         | Bárta                                    | 2:10  |
| 10.    | Jesus Online                            | Bárta, Jelínek                         | Bárta, Jelínek, Alex Limburg             | 2:54  |
| 11.    | Doba s tebou                            | Bárta, Jelínek                         | Bárta                                    | 3:31  |
| 12.    | Nejen Ian                               | Bárta, Jelínek, Jaroslav Fried, Balzar | Bárta                                    | 4:21  |
| 13.    | Geist Arbeitet                          | Bárta, Jelínek, Fried                  | Bárta, Zuzana Krijtová                   | 4:47  |
| 14.    | May Day                                 | Balzar                                 | Bárta                                    | 3:45  |

## Obsazení
Illustratosphere
- Dan Bárta – zpěv, akustická kytara, tleskání, pískání
- Filip Jelínek – varhany, syntezátory, elektrické piano, programování pozoun, perkuse, djembe, cajón, tamburína, tleskání, hluky, zpěv
- Jaroslav Fried – kytara, tleskání
- Robert Balzar – baskytara, kontrabas,. perkuse, tleskání
- Stanislav Mácha – klavír, elektrické piano, syntezátory, tleskání
- Jiří Slavíček – bicí, tleskání

Ostatní hudebníci
- Martin Čech – flétna
- Jaroslav Halíř – trubka
- Radek Němec – křídlovka
- Radek Kašpar – altsaxofon
- Roman Týc – vydrasplav
- Tasto Azonnal – vibraslap
- Alex Limburg – hlas